# Gyula Toki Horváth
Dans le nom hongrois Toki Horváth Gyula, le nom de famille précède le prénom, mais cet article utilise l’ordre habituel en français Gyula Toki Horváth, où le prénom précède le nom.
Gyula Toki Horváth ([ˈɟulɒ], [ˈtoki ˌhoɾvaːt]) est un violoniste tzigane hongrois né le 17 septembre 1920 à Kaposvár et décédé en 1971 à Munich.

## Biographie
Originaire d'une petite ville de Hongrie, Gyula Toki Horváth étudie le violon dès l'enfance. À 10 ans, il est le premier violon d'un orchestre de jeunes tziganes et à 15 ans, il fait partie de l'orchestre le plus renommé de Budapest. À 18 ans, il entreprend sa première tournée en Europe.
À la mort de Imre Magyari, le titre de « Roi des tziganes » (en hongrois : cigány király) est sans titulaire. Selon la tradition, il ne peut être transmis qu'à un tzigane authentique qui possède non seulement la bravoure, mais aussi la dignité que ce titre implique. Gyula Toki Horváth est couronné à l'unanimité
Lors de l'insurrection de Budapest en 1956, Gyula Toki Horváth se trouve avec sa banda à Vienne. Il refuse de retourner dans son pays natal et se tourne vers une audience internationale en Allemagne, Autriche, France, Belgique, Hollande, Afrique du Nord puis États-Unis d'Amérique.